# 対馬勝英
対馬 勝英（つしま かつひで、1942年 - ）は広島県出身の理学博士である。大阪電気通信大学教授。

## 略歴・人物
1970年、東北大学大学院理学研究科物理学専攻博士課程を修了。
大阪電気通信大学の教員に就任。電子物性工学科を経た後、1995年に情報工学科教授となる。
2000年に大森一樹、山路敦司らとともにメディア情報文化学科の教授に就任。
2003年にデジタルゲーム学科に就任。
2002年にゲーム学会を設立。初代会長に就任。

## 所属学会等
- コンピュータエンターテインメント協会理事
- 教育システム情報学会理事
- ゲーム学会理事
- 人工知能学会